# Mafia: Definitive Edition
Mafia: Definitive Edition est un jeu vidéo d'action-aventure développé par Hangar 13 et édité par 2K Games, sorti sur Microsoft Windows, PS4 et Xbox One. Remake du jeu vidéo Mafia sorti en 2002, il a été annoncé en mai 2020 et est sorti en septembre 2020.
Situé dans la ville fictive de Lost Heaven (calquée sur la ville de Chicago) dans les années 1930, le scénario du jeu suit la montée et la chute du gangster Tommy Angelo au sein de la famille criminelle de Salieri.

## Système de jeu
Remake complet de l'original, Mafia: Definitive Edition a été construite à partir de zéro avec de nouveaux actifs et une histoire étendue, bien que les missions et les arcs du jeu original soient conservés. Comme pour le jeu de 2002, le joueur contrôle Tommy Angelo tout au long de la campagne solo du jeu, et son monde est parcouru à pied ou en véhicule.
Le remake introduira également les motos. Lorsque le joueur conduit un véhicule, la jauge à carburant et l'indicateur de vitesse s'affichent. Le joueur doit aller faire le plein dans une station-service et également peut se faire arrêter par la police s'il ne respecte pas les limitations de vitesse.
Le joueur peut choisir ses armes chez un armurier et un véhicule chez un mécanicien automobile.
La santé du personnage se régénère uniquement à l'aide des armoires à pharmacie, à l'exception d'une petite partie de la barre de vie lorsque celle-ci est presque vide.
Plusieurs collectibles sont présents dans le jeu. Le joueur peut récupérer des cartes de cigarettes, des cartes postales, des comics, les Renards mystères ainsi que les magazines Pulp, Black Mask, Super Science Stories, Dime Detective Magazine et Terror Tales (en).
Le mode Free ride permet au joueur de se déplacer librement dans la ville.
Parmi les nouveautés, une mini-carte a été ajoutée ainsi qu'un système de couverture (en).
Un mode noir et blanc a été ajouté après la sortie du jeu.

## Trame

### Toile de fond et personnages

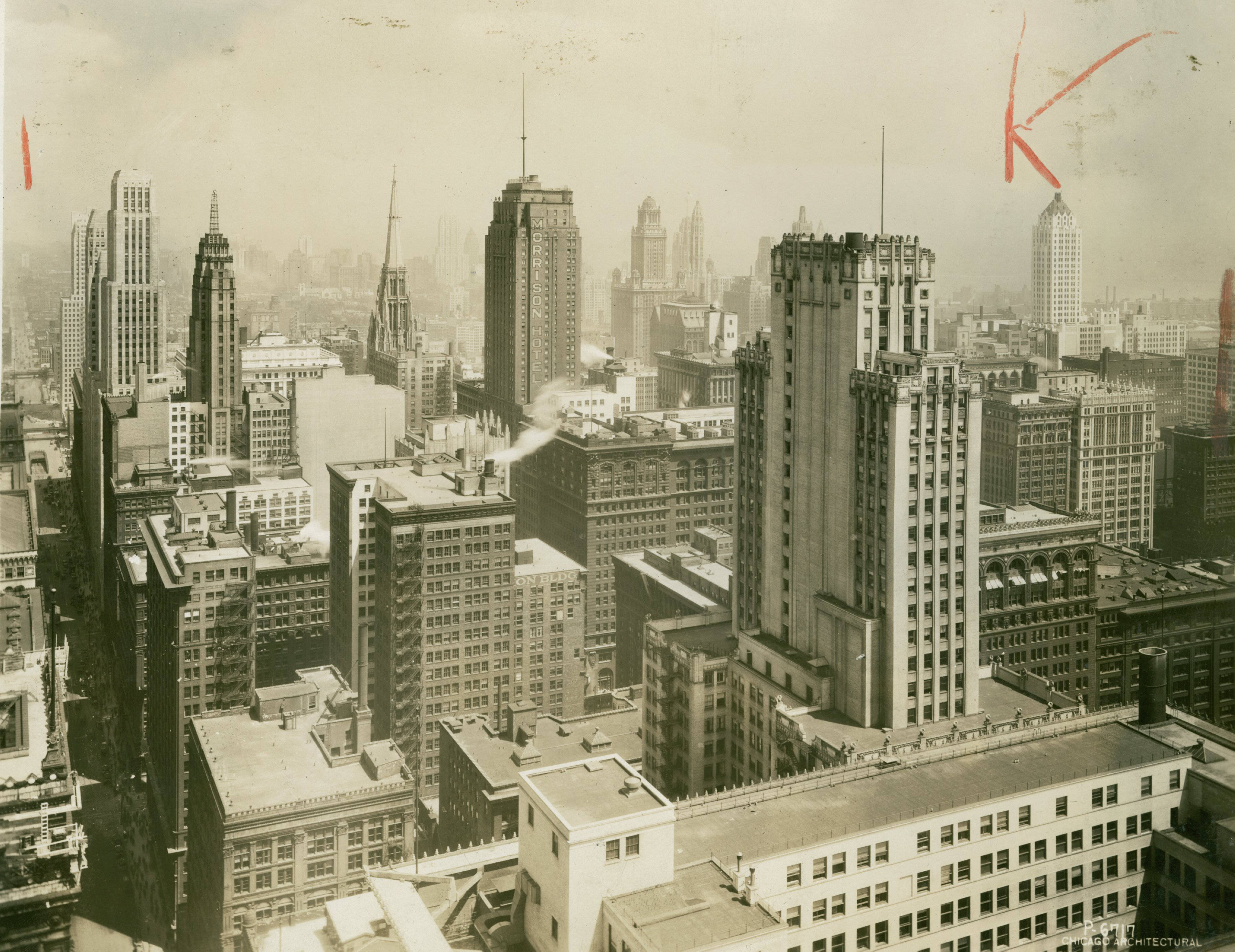
La ville de Chicago dans les années 1930 sert d'inspiration pour la ville fictive de Lost Heaven.

Les événements se déroulent durant la Grande Dépression, dans la ville fictive de Lost Heaven située dans le Midwest, une des régions des États-Unis.
L'histoire est un flashback de 1930 à 1938 raconté par le protagoniste Thomas « Tommy » Angelo (Andrew Bongiorno) durant une discussion avec l'inspecteur Norman (Dameon Clarke (en)). Angelo est un chauffeur de taxi avant qu'il fasse la rencontre de deux mafieux, Sam (Don DiPetta) et Paulie (Jeremy Luke), qui deviendront ses amis et qui le feront rentrer dans la Famille dirigée par Don Salieri (Glenn Taranto (en)). Ce dernier est en pleine guerre de gangs avec Don Morello (Saul Stein) pour le contrôle total de la ville.
Les autres personnages notables sont les membres de la Famille Salieri, le Consigliere Frank Coletti (Steven J. Oliver), l'armurier Vincenzo Ricci (Paul Tassone), le mécanicien automobile Ralph (Ward Roberts), le barman Luigi Marino (Robert Catrini) et sa fille Sarah (Bella Popa), ainsi que le frère de Don Morello, Sergio (Matt Borlenghi).

### Résumé
Désillusionné par le mode de vie violent et décadent et par peur pour la sécurité de sa famille, Tommy prend des dispositions pour la protection des témoins avec l'inspecteur Norman en échange de témoigner contre la famille du crime avec laquelle il avait travaillé auparavant.
En 1930, après s'être efforcé de transporter deux membres de la famille Salieri, Paulie et Sam, loin d'une embuscade tendue par les hommes de Morello, le chauffeur de taxi Tommy Angelo se fait agresser en représailles par deux hommes de Morello qui le poursuivent à travers Little Italy, avant de leur échapper en se réfugiant au bar de Salieri. Il rencontre alors le Don Salieri à qui il demande de l'aide pour aller régler le compte de ses agresseurs. Accompagné de Paulie, les deux hommes se rendent au bar où les hommes de Morello se réunissent et brûlent leurs voitures puis les tabassent. Poursuivis par la police en retour, ils s'échappent et reviennent au bar où Tommy est contraint de rejoindre la famille Salieri, n'ayant pas d'autre choix en raison du manque de possibilités d'emploi à la suite de la Grande Dépression.

## Développement

### Annonce
Le 13 mai 2020, un remake de Mafia: The City of Lost Heaven (2002) est annoncé par 2K Games sous le nom Mafia: Definitive Edition, dans le cadre de la compilation Mafia: Trilogy qui comporte également les remastérisations de Mafia II et Mafia III. Il est développé par Hangar 13 qui s'est occupé de Mafia III et proposera une « histoire étendue, un système de jeu et une musique originale »,,.

### Reconstruire la ville

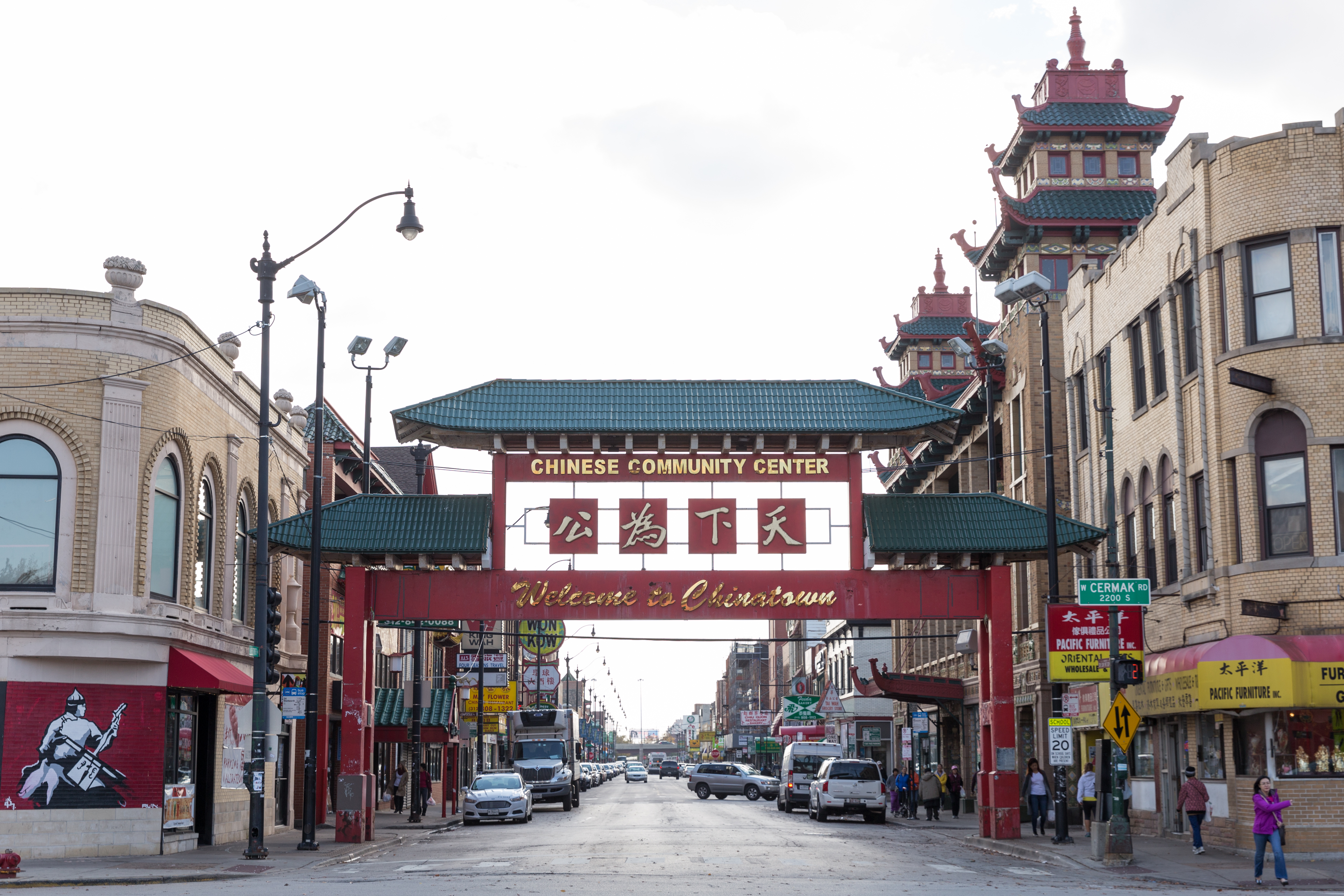
Porte de Chinatown.

La ville s'inspire du Chicago des années 1920 et 1930. Afin d'apporter plus d'authenticité, des bâtiments (dont la Tribune Tower, le Carbide & Carbon Building, le Blackstone Hotel, le Railway Exchange Building, le 35 East Wacker entre autres…) ont été ajoutés tandis que le quartier de Chinatown est mieux reconnaissable. On retrouve également les rails du célèbre métro aérien du centre de Chicago. Les temps de chargements pour passer d'une zone à une autre ont été supprimés et la topographie de certains endroits a été revue compte tenu du champ de vision du personnage qui a été améliorée. Pour améliorer la conduite, des ruelles et des raccourcies ont été ajoutés tandis que les recoins et intersections permettent maintenant une meilleure fluidité.

### Audio

#### Comédiens
En raison du vieillissement des comédiens, il a été décidé de ne reprendre aucun acteur du premier volet. Le jeu se servant de la technique de capture de mouvement, les comédiens doivent avoir la voix ainsi que le physique en accords avec le personnage qu'ils incarnent. Pour Tommy Angelo, le comédien devait être crédible en tant que mafieux et comme chef de famille. Afin de rendre l'époque authentique, la coach vocale Eliza Jane Schneider qui avait travaillé sur le jeu Mafia III (2016) a été engagée pour travailler le dialecte du Chicago des années 1930. Nicole Sandoval, une des productrices de Hangar 13, explique que le mot « car » (« voiture » en français) se prononce en anglais « caw » à New York mais qu'à Chicago le « R » est plus appuyé et se prononce « car ».

#### Musique
La bande originale a été composée par Jesse Harlin.
La bande-son du jeu comporte également des musiques d'époques sous licences.

## Sortie
Il sort le 25 septembre 2020 sur Xbox One, PlayStation 4 et Microsoft Windows,. Il devait être publié le 28 août, mais a été reporté au 25 septembre en raison de la pandémie de COVID-19.